# Anuanuraro

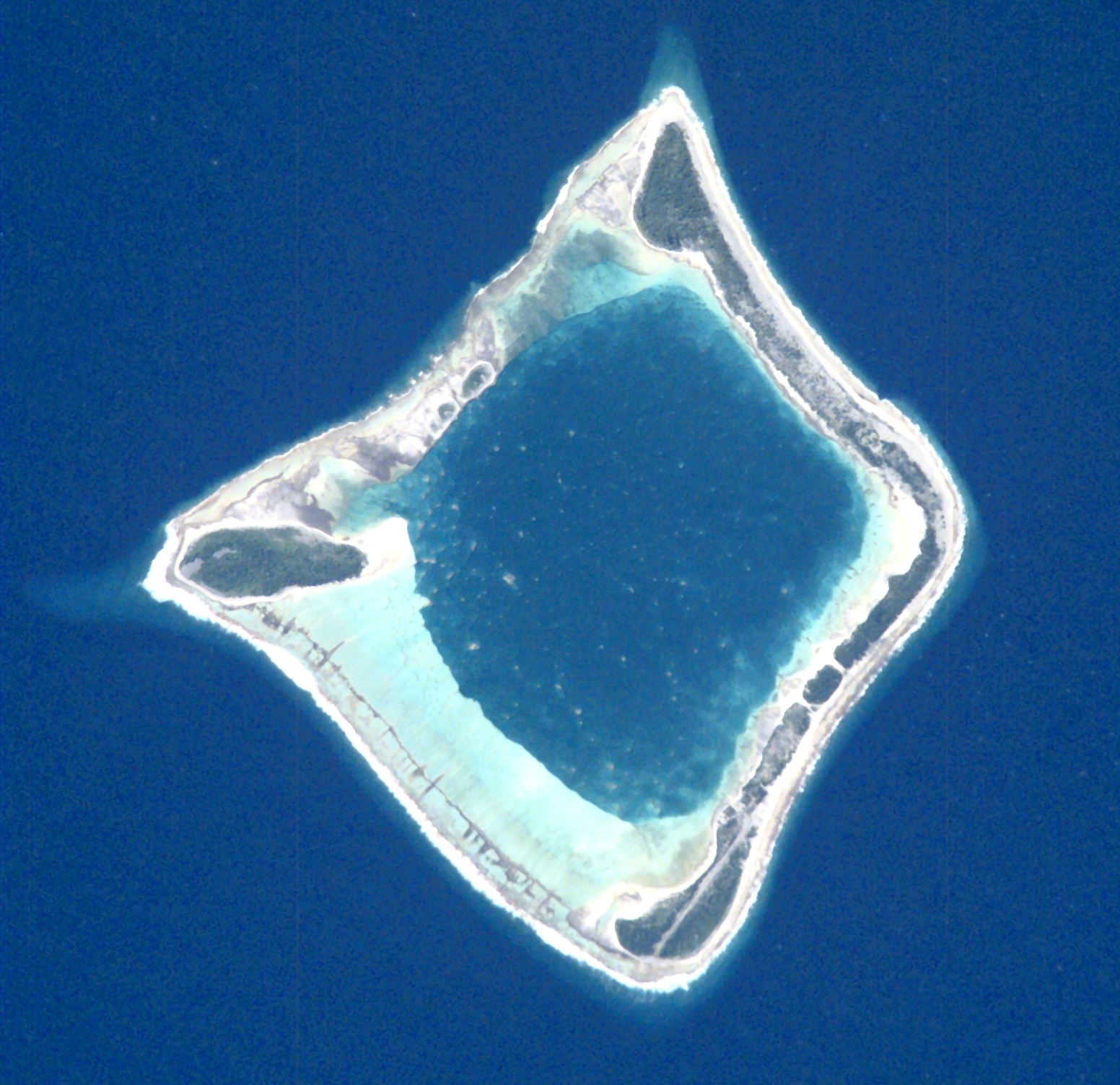
Fotografia da NASA do Atol Anuanuraro.

Anuanuraro é o maior dos quatro atóis das Ilhas do Duque de Gloucester, na Polinésia Francesa, com uma superfície total de 18 km².
É um atol circular sem qualquer abertura da lagoa interior. Não é habitado permanentemente, mas dispõe de um aeródromo privado. Era propriedade privada de Robert Wan, que controla 50% do mercado de pérolas negras, e foi comprado pelo governo territorial em 15 de março de 2002.

## Administração
Administrativamente é um dos quatro atóis das Ilhas do Duque de Gloucester que pertencem à comuna de Héréhérétué, e que está associado à comuna de Hao, situada no Arquipélago de Tuamotu.

## Ligações Externas
- Encyklopedia Tuamotu Archipielago, Anuanuraro